# Square Petit
Le square Petit est un square du 19e arrondissement de Paris dans le quartier Amérique.

## Situation et accès
Le site est accessible par le 25-31, rue Petit.
Il est desservi par la ligne 5 à la station Laumière.

## Origine du nom
Il porte ce nom en raison de sa proximité avec la rue éponyme.